# Casa torre dei Bonacolsi
La casa torre dei Bonacolsi è un edificio di Mantova, posto in Vicolo Bonacolsi, nel centro storico.

## Storia

Stemma dei Bonacolsi

La costruzione fa parte del palazzo Bonacolsi e venne eretta nel 1280 circa da Pinamonte Bonacolsi, signore di Mantova, che la utilizzò come sua residenza, al fine di proteggere i palazzi posseduti dalla famiglia in piazza San Pietro, nella civitas vetus. La facciata è abbellita da finestre ad arco acuto ribassato a colori alternati in pietra e cotto.
La casa-torre è collegata all'edificio di fronte da un passaggio aereo coperto, voluto nel 1300 circa dall'ultimo dei Bonacolsi, Rinaldo, per collegare la casa avuta in eredità dallo zio Bardellone.